# نادي أسكولي
نادي أسكولي (Ascoli Calcio) هو نادي كرة قدم من إيطاليا. تأسس الفريق عام 1898 وهو يلعب الآن في الدوري الإيطالي الدرجة الأولى منذ عام 2005 حيث آخر مرة كان فيها في الدرجة الأولى قبل ذلك كانت عام 1992. يلقب الفريق بـ "Picchio" أي «نقار الخشب»، وكذلك "Bianconeri" أي «الأسود الأبيض» نسبة لألوان الفريق.

## أبرز إنجازات الفريق
- الدوري الإيطالي الدرجة الثانية: 1978، 1986

## وصلات خارجية
- الموقع الرسمي